# Хартманис, Томс
Томс Ха́ртманис (латыш. Toms Hartmanis; 12 декабря 1987, Лиепая, Латвийская ССР, СССР) — латвийский хоккеист, нападающий. В настоящее время является латвийского клуба «Курбадс».
Выступал в Швеции за клуб второй лиги «Альмтуна» и за юношескую сборную Латвии.